# Krzysztof Drohojowski (zm. 1670)
Krzysztof Drohojowski herbu Korczak (zm. w 1670 roku) – stolnik lubelski w latach 1666–1670, rotmistrz królewski, kalwinista.
Studiował w Bredzie w 1646 roku, w Gimnazjum Akademickim w Elblągu w 1648 roku. Poseł województwa lubelskiego na sejm 1666 roku (I), sejm abdykacyjny 1668 roku i na sejm konwokacyjny 1668 roku. Był członkiem konfederacji generalnej zawiązanej 5 listopada 1668 roku na tym sejmie.
Jako rotmistrz był elektorem Michała Korybuta Wiśniowieckiego z województwa lubelskiego w 1669 roku, podpisał jego pacta conventa.